# Luis Saslavsky
Luis Saslavsky (21 d'abril de 1903 - 20 de març de 1995) va ser un director de cinema i guionista argentí, que va dirigir 21 pel·lícules i va exercir la crítica cinematogràfica. Va obtenir el Còndor de Plata a la millor pel·lícula i al millor director per La dama duende el 1946 i el Premi Konex de Platí com el millor guionista de l'Argentina el 1984.

## Biografia
Va començar la seva carrera exercint la crítica cinematogràfica en el diari "La Nación" en 1930, en substitució d'Arturo Mom. Va fundar "La Revista de América", al costat d'Eduardo Mallea i María Rosa Oliver. En 1933 el diari el va enviar com a corresponsal a Hollywood, per a entrevistar directors, astres i estrelles de cinema. El viatge el va posar en contacte amb figures com Greta Garbo, Joan Crawford, Marlene Dietrich i el director Josef von Sternberg. Por mediació del seu amic Antoine de Saint-Exupery -a qui havia conegut a Buenos Aires-, va ser contractat per la Metro Goldwyn Mayer com a assessor tècnic de Vol de nuit (1933). Després del seu retorn a Buenos Aires, va fundar la productora SIFAL juntament amb Alberto de Zavalía, una emprenedoria per al qual van convocar al guionista Carlos Aden i als futurs directors Carlos Schlieper, Ernesto Arancibia i Enrique Cahen Salaberry.
SIFAL va produir només dues pel·lícules: Crimen a las tres (1934) i Escala en la ciudad (1934), les operes primes de Saslavsky i Zavalía, que resultaren ser un fracàs comercial. Tanmateix, la productora Pampa Film va proposar a Saslavsky realitzar La fuga (1937), un policial amb Santiago Arrieta, Tita Merello i Francisco Petrone. El film va tenir un gran èxit de públic i va consolidar la posició de Saslavsky dins de la indústria del cinema argentí.
Fou convocat per l'Argentina Sono Film per dirigir Libertad Lamarque al melodrama Puerta cerrada (1939), en la que John Alton va fer la fotografia i, segons algunes fonts, va participar en la direcció. Saslavsky també va dirigir Pepe Arias a El Loco Serenata (1939).
La seva pel·lícula Historia de una noche (1941) va constituir un formidable succés de crítica i públic. La productora Warner Brothers li va encomanar la direcció d'una versió nord-americana del mateix títol. No obstant això, el projecte no es va completar a causa de desacords sobre el tractament del guió.
El 1949 la seva pel·lícula Vidalita va sofrir pressions per part de la censura argentina. El suposat tractament "anticriollo" impost al film hauria disgustat a Raúl Alejandro Apold, qui des de 1948 estava a càrrec de la Subsecretaria de Premsa i Difusió de la Presidència de la Nació. Poc després, Saslavsky va ser inclòs per Apold en la seva "llista negra".
Saslavsky refereix al seu llibre La fábrica lloraba de noche, que "vaig ser prohibit pel peronisme a pesar que Evita repetia que jo era l'únic director argentí ben educat. Em van assegurar que va ser perquè estant als Estats Units, al començament de la Segona Guerra Mundial, jo em vaig allistar al servei de la política de bon veïnatge". En el mateix llibre narra dues trobades circumstancials amb Juan Domingo Perón, a la ciutat de Madrid.
Segons Saslavsky:
| « | Perón (...) em va dir: -Vostè mai va ser prohibit per haver estat al servei dels nord-americans. El francès Tinayre gestionava l'aixecament de la prohibició que Apold havia ordenat i vostè se'n va anar a Europa. No vaig voler dir-li que malgrat l'amistat que unia a Tinayre amb Apold, aquest mai ens va rebre (...) Llavors vaig pensar: Ni Evita ni Perón han decretat aquesta prohibició (...) Vaig preferir anar-me'n a Europa i esperar que el temps solucionés el conflicte. A París vaig intentar recomençar la meva carrera i ho vaig aconseguir. | » |

La seva pel·lícula La corona negra (1951), realitzat a partir d'un guió original de Jean Cocteau, va marcar el va iniciar de la seva etapa europea. Va dirigir diversos films a Espanya i França fins al seu retorn a l'Argentina.
En 1984 va rebre el Premi Konex de Platí com el millor guionista de l'Argentina.
Luis Saslavsky va morir a Buenos Aires el 20 de març de 1995. Va ser inhumat al Cementiri Britànic de Buenos Aires.

## La pel·lículaHistoria de una noche
Per Manrupe i Portela la seva pel·lícula Historia de una noche és una "excel·lent història d'ocultacions i sacrificis, comptada des d'un cert costumisme pobletà i cínic. Filmada en un mes, la seva narració i el seu tempo encara aconsegueixen atrapar en un dels millors títols del seu director". Per la seva part el crític Di Núbila destaca a Pedro López Lagar en la seva interpretació d'un cínic estimable que, encara que va incórrer en una certa afectada acidesa, va ser intel·ligent i personal, així com les excel·lents actuacions de Santiago Arrieta, Sabina Olmos, Felisa Mary i Sebastián Chiola. Sobre el film agrega que "el talent de Luis Saslavsky es va palesar en l'assembli de components narratius prèviament valorats per un tractament bastant adult. Aquesta probitat i equilibri, més l'ocupació funcional d'una fotografia qualitat Etchebehere, li va permetre obtenir versemblança, drama, humor, suspens i tocs poètics la pel·lícula que ell es va proposar".
Entre els premis atorgats per l'Academia de Artes y Ciencias Cinematográficas de la Argentina el 1941, la pel·lícula va rebre el de millor actor per a Sebastián Chiola, la millor adaptació per a Luis Saslavsky i Carlos Aden, la millor fotografia per a Etchebehere i la de millor director per a Luis Saslavsky.

## Filmografia seleccionada

### Director
- El Fausto criollo (1979)
- Vení conmigo (1972)
- La industria del matrimonio (1964)
- Placeres conyugales (1963)
- Historia de una noche (1963)
- Las ratas (1963)
- El balcón de la luna (1962)
- La corona negra (1951)
- Vidalita (1949)
- Historia de una mala mujer (1947)
- Camino del infierno (1946)
- Cinco besos (1945)
- La dama duende (1944)
- Los ojos más lindos del mundo (1943)
- Eclipse de sol (1942)
- Ceniza al viento (1942)
- Historia de una noche (1941)
- La casa del recuerdo (1939)
- El Loco Serenata (1939)
- Puerta cerrada (1938)
- Nace un amor (1937)
- La fuga (1937)
- Crimen a las 3 (1934)
- Sombras (1931)

### Guionista
- A sangre fría dir. Daniel Tinayre

### Argument
- Allá en el Norte (1973)

### Productor
- Vidalita (1949) dir. Luis Saslavsky
- Recuerdos de un ángel (1948) dir. Enrique Cahen Salaberry
- Llegó la niña Ramona (1945) dir. Catrano Catrani